# Голоднов Олексій Васильович
Олексій Васильович Голоднов (30 березня 1925, Хрящевка — 30 травня 2006, Київ) — Герой Радянського Союзу, в роки радянсько-німецької війни кулеметник 234-го гвардійського стрілецького полку 76-ї гвардійської стрілецької дивізії 61-ї армії Центрального фронту, гвардії рядовий.

## Біографія

Могила Олексія Голоднова

Народився 30 березня 1925 року в селі Хрящевка Ставропольського району Куйбишевської, нині Самарської області в селянській родині. Член ВКП(б)/КПРС з 1949 року. У сім'ї крім Олексія було ще 8 дітей. У 1933 році, рятуючись від голоду, родина переїхала в Івановську область. Влаштувалися недалеко від Кінешми. Тут Олексій виріс, закінчив вісім класів.
У 1943 році, сімнадцятирічним, приписавши собі рік, пішов добровольцем до армії. Був направлений в мінометної-кулеметне училище, але прискорений курс закінчити не вдалося. Курсантів рядовими відправили в бій, на Курську дугу. З літа 1943 року кулеметник О. В. Голоднов на фронті, в 234-му гвардійському полку. Воював на Курській дузі, визволяв місто Орел, відзначився в боях при форсуванні Дніпра.
28 вересня 1943 року штурмова група з дев'яти осіб, якою командував сержант Акан Курманов, переправилася через Дніпро в районі села Миси Чернігівської області. Переправа проходила під сильним вогнем противника. У бою на захопленому ними плацдармі О. В. Голоднов особисто зі свого кулемета вбив близько 25 гітлерівців. Радянські бійці захопили у німців гармату й кулемет, але й самі опинилися на цій позиції в оточенні. Ведучи вогонь зі своєї і трофейної зброї, пустивши в хід гранати, відбили кілька атак німців. Відволікаючи на себе сили противника і сіючи паніку в його лавах, десантники забезпечили переправу основних сил полку. За цей бій на всіх дев'ятьох були написані подання до звання Героя Радянського Союзу. На п'ятьох з них, в тому числі і О. В. Голоднова — посмертно. Але О. В. Голоднов виявився живим. Його знайшли в напівзруйнованому окопі з гранатою в руці, без свідомості, сильно контуженим. Поблизу лежала на боці висаджена німецька гармата, а навколо до 50 німецьких трупів, тіла загиблих товаришів. О. В. Голоднов, невпізнанним, був відправлений до шпиталю. Після одужання повернувся на фронт. Знову був поранений. Потрапив до госпіталю в рідному місті, в Заволзьку. Тут мати дізналася, що її син живий. А він сам — що став Героєм Радянського Союзу.
Указом Президії Верховної Ради СРСР від 15 січня 1944 року «за зразкове виконання завдань командування і проявлені мужність і героїзм у боях з німецько-фашистськими загарбниками» гвардії рядовому Голоднову Олексію Васильовичу присвоєно звання Героя Радянського Союзу з врученням ордена Леніна і медалі «Золота Зірка» (N 3566).
Воював на Центральному і 1-му Прибалтійському фронтах. Навесні 1944 року О. В. Голоднов був направлений у військове училище. Брав участь у Параді Перемоги 24 червня 1945 року.
Після закінчення О. В. Голоднов став офіцером, моряком. У 1946 році закінчив Вище інженерно-технічне училище, а потім, в 1957 році — 2-е морське військово-політичне училище. У 1972 році полковник О. В. Голоднов звільнений у відставку. Жив у Києві. Помер 30 травня 2006 року. Похований у Києві на Міському кладовищі «Берківці».
Нагороджений орденами Леніна, орденами Вітчизняної війни 1-го ступеня, Червоної Зірки, медалями.